# Carlos Sotomayor
Carlos Sotomayor (28 de outubro de 1956) é um ator e produtor de televisão mexicano.

## Filmografia

### Produtor executivo
- Arranque de pasión[2] (2013)
- Rosario (2012/13)
- El Talismán (2012)
- No me hallo[3] (2011)
- Eva Luna (2010/11)
- Vidas cruzadas[4] (2009)
- La ley del silencio (2005)
- El derecho de nacer (2001)
- Infierno en el paraíso (1999)
- La mentira (1998)
- Amada enemiga  (1997)
- No tengo madre (1997)
- The guilt (1996/97)
- Forever (1996)
- Shadow (1996)
- La antorcha encendida (1996)
- Acapulco bay (1995)
- Empire (1995
- Imperio de cristal (1994/95)
- El vuelo del águila (1994)
- Capricho (1993)
- María Mercedes (1992)
- Valeria y Maximiliano (1991/92)
- Vida robada (1991)
- Cadenas de amargura (1991)
- Ángeles blancos (1990)
- Destino (1990)
- Las grandes aguas (1989)
- Pasión y poder (1988)

### Gerente de produção
- Senda de gloria (1987)